# Euthrenopsis
Euthrenopsis is een geslacht van weekdieren uit de klasse van de Gastropoda (slakken).

## Soorten
- Euthrenopsis bountyensis Powell, 1929
- Euthrenopsis otagoensis Powell, 1929
- Euthrenopsis venusta Powell, 1929